# Christi-Himmelfahrts-Kirche (Tupanari)

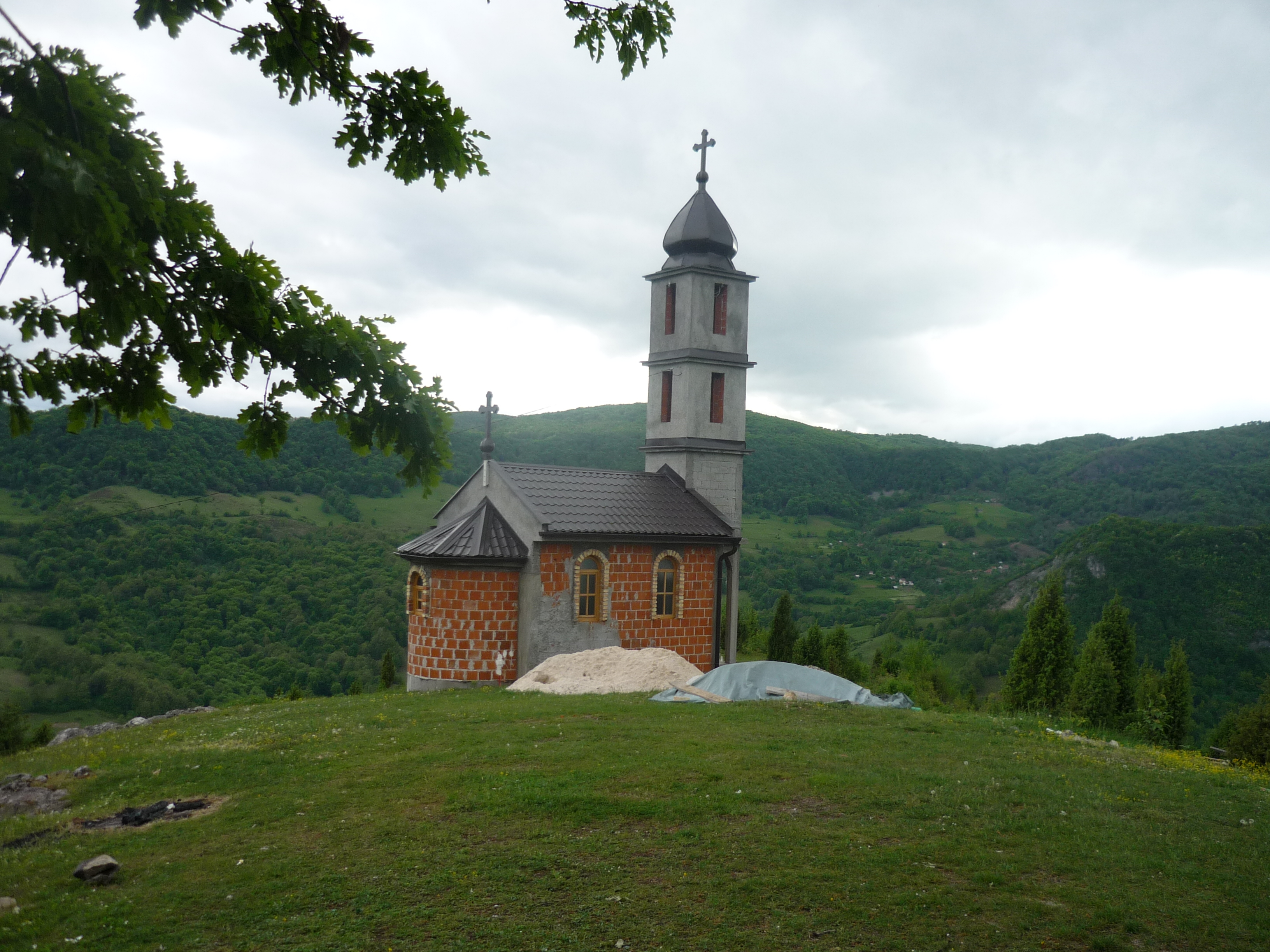
Die Christi-Himmelfahrts-Kirche auf dem Hügel Mečet in Tupanari

Die Christi-Himmelfahrts-Kirche (serbisch Црква Вазнесења Господњег Crkva Vaznesenja Gospodnjeg) ist eine Serbisch-orthodoxe Filialkirche im nordöstlichen Bosnien und Herzegowina. Sie befindet sich im zur Opština (Gemeinde) Šekovići gehörenden Dorf Tupanari.
Die von 2009 bis 2011 erbaute Kirche ist dem Hochfest der Himmelfahrt Christi geweiht. Sie ist eine Filialkirche der Pfarrei Šekovići im Dekanat Zvornik der Eparchie Zvornik-Tuzla der Serbisch-Orthodoxen Kirche.

## Lage
Die Christi-Himmelfahrts-Kirche steht auf dem Hügel Mečet, im aus vielen Weilern bestehenden Dorf Tupanari, das um die 180 Einwohner zählt. Tupanari liegt am Ufer der Drinjača, einem linken Nebenfluss der Drina, in der dünn besiedelten und waldreichen Gemeinde Šekovići in der Region Birač in nordöstlichen Bosnien. Das Dorf Tupanari besitzt einen eigenen serbisch-orthodoxen Dorffriedhof.

## Geschichte und Architektur
Mit dem Bau der Kirche wurde 2009 begonnen. Der Bau der Christi-Himmelfahrts-Kirche war das gemeinsame Anliegen aller Dorfbewohner von Tupanari, derjenigen, die im Dorf leben, wie auch derjenigen in der Diaspora, mit dem Hauptziel, ihren Nachkommen ein Gotteshaus zu erbauen, um darin gemeinsam zu beten.
Die Kirche ist nach dem Entwurf des Architekten Milisav Jokić, der aus dem Dorf Jakovica bei Šekovići stammt, erbaut worden. Die Kirchenfundamente wurden im gleichen Jahr von Erzpriester Dragan Tomić mit dem Segen des damaligen Bischofs der Eparchie Zvornik-Tuzla Vasilije (Kačavenda) eingeweiht.
Die einschiffige Kirche wurde im serbisch-byzantinischen Stil erbaut, mit einer Altar-Apsis im Osten und einem Turm mitsamt einer Glocke und einer Zwiebelhaube im Westen. Die Kirche ist aus Mauerziegeln errichtet und besitzt die Dimensionen 9 × 4 m. Das Dach der Kirche ist mit Blech abgedeckt.
Die Bauarbeiten am Kirchenbau wurden nach dreijähriger Bauzeit im Jahre 2011 beendet. Und im selben Jahr wurde die Kirche vom Bischof Vasilije (Kačavenda) feierlich geweiht.
Die Christi-Himmelfahrts-Kirche wurde von 2010 bis 2011 von Živorad Ilić aus der westserbischen Stadt Loznica mit byzantinischen Fresken bemalt. Die Ikonostase aus Ahornholz wurde von Cvijetin (Cvjetko) Matić aus der Gemeindehauptstadt Šekovići geschnitzt. Die Ikonen wurden wie die Fresken von Živorad Ilić gemalt.
Seit dem Bau der Filialkirche bis heute ist Erzpriester Dragan Tomić amtierender Priester der Christi-Himmelfahrts-Kirche zu Tupanari.